# Gaisbach (Loisach)
Der Gaisbach (auch Geißbach) ist ein 7,5 km langer Wildbach und rechter Zufluss der Loisach in Tirol.

## Verlauf
Der Gaisbach entsteht in der Nähe der Pestkapelle beim Isensattel. Er fließt in Gräben westwärts an der Ehrwalder Alm vorbei in Richtung Ehrwald. Er bildet dort die Grenze zwischen Wetterstein- und Mieminger Gebirge.
Im weiteren Lauf nimmt von links den Seebenbach auf, dann von rechts den Rappenbach und mündet im Ehrwalder Becken südlich von Ehrwald in die Loisach.